# Birrana bulburin
Birrana bulburin là một loài nhện trong họ Zoropsidae.
Loài này thuộc chi Birrana. Birrana bulburin được Raven & Stumkat miêu tả năm 2005.